# کلیسای جامع میلاد یوحنا تعمیددهنده (پسکوف)

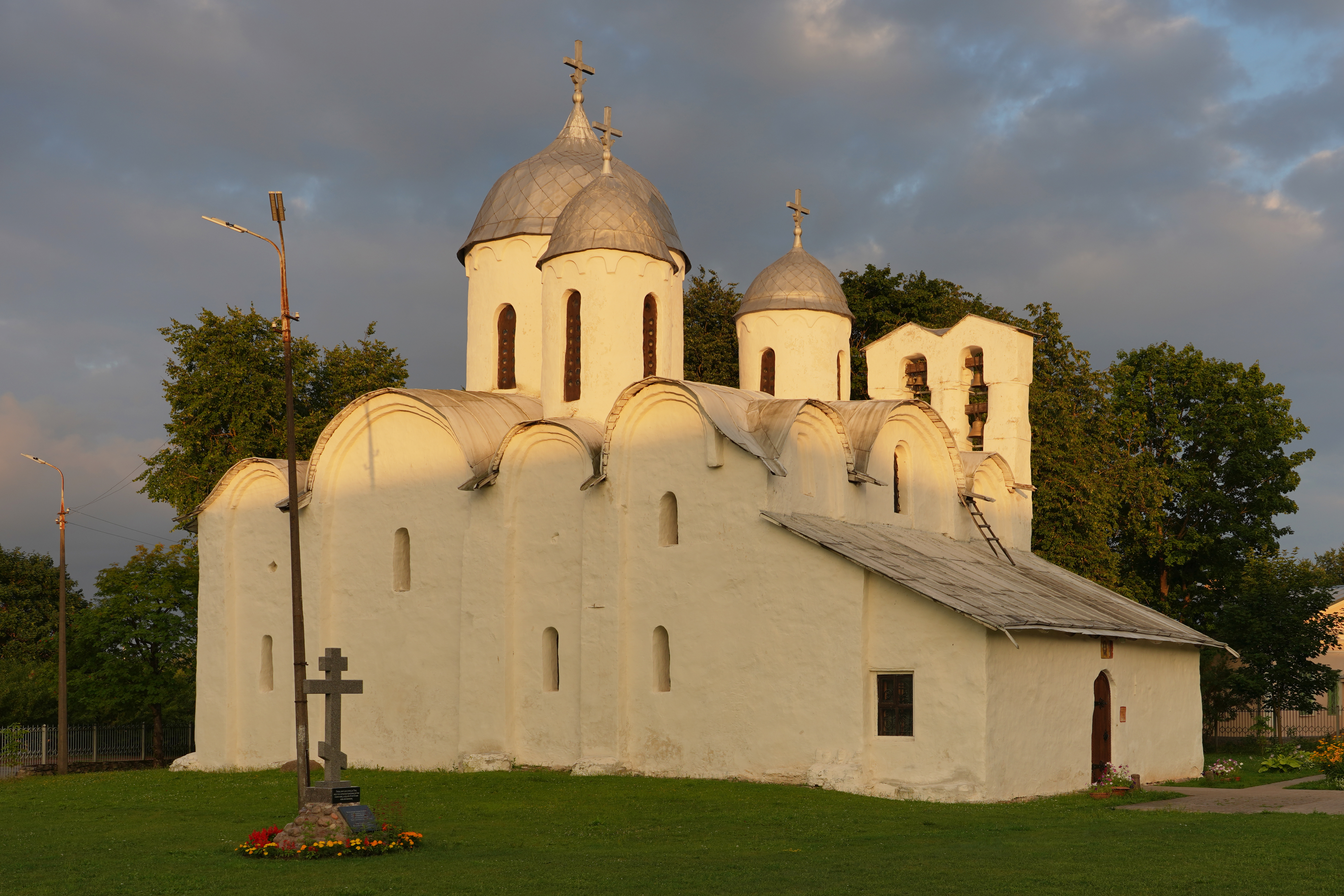

کلیسای جامع میلاد یوحنا تعمیددهنده (به روسی: Собор Рождества Иоанна Предтечи) یک کلیسای ارتدوکس در پسکوف است که در کرانه چپ رودخانه ویلیکایا (در منطقه زاولیچی)، روبه‌روی کرم‌پسکوف قرار دارد.
این کلیسا در صومعه یوحنا پیشوای مقدس در قرن دوازدهم ساخته شد. برای چندین قرن، به عنوان آرامگاه شاهزادگان زن پسکوف عمل می‌کرد. از سال ۲۰۰۷، این کلیسا به عنوان خوابگاه صومعه مردانه صومعه کرپِتسک در حومه شهر پسکوف خدمت می‌کند.
این بنا یک کلیسای سنگی شش‌ستونه با سه ایوان است که سه گنبد شبیه کلاه بر روی آن قرار دارند و با زین‌های کوچک پوشیده شده است. ساختمان دارای تناسبات کوتاه است و به دلیل بالا آمدن لایه فرهنگی به میزان ۱٫۵ متر، به نظر می‌رسد که در زمین فرورفته باشد. سادگی ساختار آن با کمبود شدید تزئینات در نمای آن تأکید شده است.

## تاریخ‌گذاری
سؤال دربارهٔ تاریخ‌گذاری کلیسا بحث‌های زیادی ایجاد کرده است. محققان قرن نوزدهم و اوایل قرن بیستم بر این باور بودند که بنیان‌گذار کلیسای سنگی به نام تولد یوحنا پیشوای مقدس در پسکوف شاهزاده زن پسکوف، یوفرِسینیا (در راهب‌نامی‌ی خود، اوپراکسیا) بوده است. بعدها، محققان این نسخه را رد کرده و زمان ساخت کلیسا را به سال‌های ۱۱۲۰–۱۱۳۰ میلادی نسبت دادند. احتمال داده شد که بنیان‌گذار صومعه، بیوه شاهزاده پسکوف وسولود (گابریل) بوده است. گ.و. آلِفِروَوا (۱۹۵۸) نزدیکی معماری زیادی بین کلیسای ایوانوفسکی و کلیسای دیگر پسکوف - کلیسای نجات مقدس و تغییر صورت در صومعه میروژ را نشان داد و هر دو بنا را به یک دوره زمانی نسبت داد و تاریخ‌گذاری کلیسای صومعه میروژ را به سال‌های ۱۱۳۷–۱۱۳۸ نسبت داد. یو.پ. اسپِگالسکی تاریخ‌گذاری‌های ارائه‌شده را رد کرد و به عدم مطالعه داخلی کلیسا اشاره کرد. پس از انجام حفاری‌های باستان‌شناسی در سال ۱۹۶۴، و.د. بِلِتسکی پیشنهاد داد که بر اساس شباهت با کلیسای دیمتریوس سالونیکا، این بنا در سال‌های ۱۱۱۹–۱۱۳۹ ساخته شده باشد. پ.ن. مَکسیمُف ساخت کلیسا را به اواخر قرن دوازدهم نسبت داد، اشاره به تناسبات کوتاه‌تر و تعداد کمتر پنجره‌ها که به‌طور منظم در ردیف‌های ریتمیک قرار ندارند. الکسی کومِچ زمان ساخت کلیسا را به سال‌های ۱۱۳۷–۱۱۴۲ میلادی نسبت داد.
س.پ. میخایلوف احتمال داد که ممکن است برای ساخت کلیسای ایوانوفسکی، کلیسای تولد مریم صومعه آنتونیوف در نووگورود به عنوان نمونه استفاده شده باشد، چرا که این دو کلیسا ویژگی‌های مشابهی در طرح، نمای خارجی، تقسیم‌بندی پلان و دکور داخلی دارند. این دو کلیسا همچنین ابعاد اصلی مشابهی دارند. به‌طور مثال، طول کلیسا از درهای غربی تا «محل بالا» در کلیسای یوحنا پیشوای مقدس ۱۶٫۴ متر است و در کلیسای تولد مریم ۱۶٫۵ متر، عرض فضای داخلی هر دو ۱۰٫۳ متر است و عرض ناوهای کناری نیز مشابه است. در مورد کلیسای تولد مریم صومعه آنتونیوف به عنوان نمونه مستقیم برای کلیسای ایوانوفسکی نیز آ.ا. کومِچ صحبت کرده است.